# レーザートラッカー

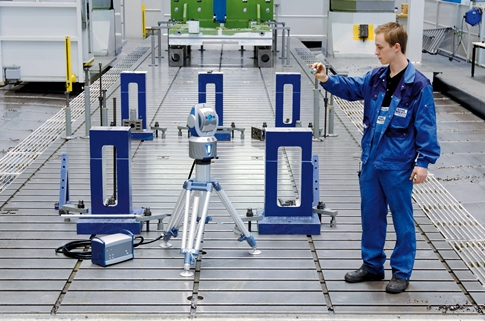
A photo of the FARO Laser Tracker Vantage

レーザートラッカー（英: Laser_tracker(英語版)）は、レーザーを応用した、3Dの寸法測定器である。
アメリカやヨーロッパで、航空機や大型構造物の精密寸法計測を目的として、開発発展してきた。
主要な計測項目として、測定範囲が測定器を中心に50mくらいまで、測定精度は測定器からの距離に比例して落ちるが、0.01mm程度となる。

## 歴史
最初のレーザートラッカーは、1987年に API (Automated Precision, Inc.) の CEO である Dr. Kam Lau によって NISTで発明された。
そして、1988年にAPI Metrologyによって商業的に利用可能になり、最初の生産ユニットは９か月のリース契約の下でBoeingに提供された。
テネシー工科大学は、1989年に "API 6-D" レーザートラッカーを受け取った。
その後、1991年に API との技術契約に基づき、Kern によって計測器が製造された。
2020年代に於いて、レーザートラッカーの有名なメーカーは３社（FARO、API、ライカ）有る。
日本においては、1974年に石井優と長田正が「レーザトラッカーによる三次元物体の特徴抽出」という論文を発表した。この論文は、「計測自動制御学会論文集，第10巻5号，pp.599-605, 1974」に掲載され、レーザを利用した3D測定の基礎を築いたとされている。実験では、5種類のブロックを用いた特徴抽出を行っており、現代のレーザトラッカー技術の前段階を示す重要な情報である。

## 動作原理
レーザトラッカーは対象物に接触させたターゲット（リフレクターなど）にレーザ光を照射し、反射光を追跡する。発光部と受光部が反射光を追いながら動くため「トラッカー」と呼ばれ、三次元座標を演算ソフトに転送し、寸法値や幾何公差を算出する。

## 応用例
レーザトラッカーは航空機の組立、大型機械の検査、自動車製造、重機械生産などに使用される。また、ロボット工学では、手先システム（hand-eye system、Hand–eye_calibration_problem(英語版)）での並列操作や視覚フィードバックに活用されている（1976年測定自動制御学会論文賞受賞）。